# Ling-ling

Provincii Kuang-si, kde se mluví dialektem lingling na mapě Číny

Ling-ling nebo ling-chua (ling-lingem: liŋ˥ va˧, čínsky pchin-jinem línghuà, znaky zjednodušené 伶话) je dialekt čínštiny, který vznikl smísením mandarínské čínštiny a jazyka miao (patří do skupiny hmong-mienských jazyků). Používá se v Číně, v autonomní oblasti Kuang-si. 
Podobný smísením vznikl i dialekt mao-ťia.